# Saint-Sérotin
Saint-Sérotin – miejscowość i gmina we Francji, w regionie Burgundia-Franche-Comté, w departamencie Yonne.
Według danych na rok 1990 gminę zamieszkiwało 341 osób, a gęstość zaludnienia wynosiła 24 osoby/km² (wśród 2044 gmin Burgundii Saint-Sérotin plasuje się na 576. miejscu pod względem liczby ludności, natomiast pod względem powierzchni na miejscu 686.).